# Eesti Karikas 2009-2010
La Coppa d'Estonia 2009-2010 (in estone Eesti Karikas) è stata la 18ª edizione del torneo dopo l'indipendenza dell'Estonia. Il Levadia Tallinn ha vinto il trofeo per la sesta volta nella sua storia.

## Formula
Il torneo si dipanava su sette turni tutti disputati su gare di sola andata; la finale in gara unica in campo neutro unica a Tallinn.
Il sorteggio di tutti i turni era completamente libero: squadre della Meistriliiga 2009 potevano essere sorteggiate al primo turno o incontrarsi tra di loro, senza teste di serie.

## Primo turno
Le partite furono disputate tra il 4 e il 29 luglio.
| Squadra 1              | Risultato       | Squadra 2            |
| ---------------------- | --------------- | -------------------- |
| Kiviõli Tamme Auto 2   | -               | Kalju Nõmme III      |
| 4 luglio 2009          |                 |                      |
| Ülikool Fauna          | 3 – 1 (dts)     | Tabasalu II          |
| 17 luglio 2009         |                 |                      |
| Atli Rapla             | 0 – 0 (4-5 dcr) | Kotkad Tallinn       |
| 21 luglio 2009         |                 |                      |
| Alko                   | -               | Kaitseliit/Kalev II  |
| Tabivere               | 0 – 19          | Kalev Sillamäe       |
| Kalju Nõmme            | 10 – 0          | Kernu Kadakas        |
| Tulevik Viljandi       | 3 – 1           | HaServ Tartu         |
| Metropool              | 0 – 5           | Trans Narva          |
| Võru                   | 2 – 1 (dts)     | Tammeka Tartu II     |
| 22 luglio 2009         |                 |                      |
| Flora Rakvere          | 9 – 1           | Tapa                 |
| Legion Tallinn         | 0 – 2 (dts)     | Paide                |
| Pirita Reliikvia       | -               | Ajax Lasnamäe        |
| Warrior Valga          | 3 – 0           | EBS Team Tallinn     |
| Kose                   | 3 – 2 (dts)     | Kumake               |
| Reaal Tallinn          | 0 – 17          | Lootus Kohtla-Järve  |
| Jalgpallihaigla        | 0 – 0 (4-5 dcr) | Haiba                |
| Ganvix Türi            | 6 – 0           | Hansa United Tallinn |
| Atli Rapla 2           | 0 – 12          | Sörve                |
| SK 10 Premium Tartu    | 2 – 3           | Kalev Sillamäe 2     |
| Tulevik Viljandi 2     | 3 – 1           | Kaitseliit/Kalev     |
| 29 luglio 2009         |                 |                      |
| Saue Laagri            | 1 – 2           | Atletik Tallinn      |
| SK 10 Premium Tartu II | 1 – 3           | Igiliikur            |
| WC Guwalda Pärnu       | 1 – 6           | Kalju Nõmme II       |
| EMÜ                    | 3 – 2           | Saaremaa             |

## Secondo turno
Le partite furono disputate tra il 4 agosto e il 2 settembre 2009.
| Squadra 1           | Risultato      | Squadra 2              |
| ------------------- | -------------- | ---------------------- |
| Lootus Kohtla-Järve | -              | Navi                   |
| 4 agosto 2009       |                |                        |
| Kose                | 0 – 8          | Kuressaare             |
| 5 agosto 2009       |                |                        |
| Soccernet           | 1 – 3          | Olympic Tallinn        |
| Tulevik Viljandi    | 5 – 1          | Esteve Maardu          |
| Elva 2              | 0 – 9          | Trans Narva            |
| Kalev Sillamäe      | -              | Baltika Keskerakond    |
| Kalev Tallinn       | 3 – 1          | SaareMaa aaMeraas      |
| Warrior Valga       | 8 – 3          | Elva                   |
| Järva-Jaani         | 0 – 2          | Flora Tallinn II       |
| Ajax Lasnamäe       | -              | Hell Hunt Tallinn      |
| Kalev Sillamäe 2    | 1 – 0          | Flora Rakvere          |
| Ülikool Fauna       | 0 – 10         | Kiviõli Tamme Auto     |
| Metec               | 1 – 5          | Võru                   |
| Koeru               | 4 – 0          | Igiliikur              |
| Lootos Põlva        | 5 – 1          | Noorus-96 Jõgeva       |
| Kalju Nõmme III     | 0 – 3          | Tammeka Tartu          |
| Kristiine           | 1 – 2          | Tabasalu               |
| 11 agosto 2009      |                |                        |
| Quattromed          | 1 – 3          | Atletik Tallinn        |
| Alko                | 0 – 3          | Levadia Tallinn        |
| Kalju Nõmme II      | 10 – 1         | Püsivus                |
| HansaNet.ee         | -              | Baltika Keskerakond II |
| 13 agosto 2009      |                |                        |
| A&A Kinnisvara      | 2 – 7          | Orbiit Jõhvi           |
| 19 agosto 2009      |                |                        |
| Sörve               | 0 – 1          | EMÜ                    |
| Ganvix Türi         | 3 – 0          | Velldoris              |
| Haiba               | 2 – 1          | Rada Kuusalu           |
| 25 agosto 2009      |                |                        |
| Rada Kuusalu 2      | 0 – 9          | Flora Tallinn          |
| Kalju Nõmme         | 6 – 0          | Kotkad Tallinn         |
| Paide               | 2 – 3          | Otepää                 |
| Toompea 1994        | 3 – 3 (3-4dcr) | Nõmme United           |
| 26 agosto 2009      |                |                        |
| Tulevik Viljandi 2  | 13 – 0         | Twister                |
| Eston Villa         | 4 – 0          | Aspen Vastseliina      |
| 2 settembre 2009    |                |                        |
| Toompea 1994        | 0 – 4          | Piraaja Tallinn        |

## Sedicesimi di finale
Le partite furono disputate tra il 1º settembre e il 2 ottobre 2009.
| Squadra 1         | Risultato   | Squadra 2           |
| ----------------- | ----------- | ------------------- |
| 1º settembre 2009 |             |                     |
| Lootos Põlva      | 2 – 5       | Kuressaare          |
| 2 settembre 2009  |             |                     |
| Trans Narva       | 13 – 0      | Haiba               |
| Kalev Tallinn     | 8 – 1       | Koeru               |
| EMÜ               | 0 – 5       | Flora Tallinn II    |
| Võru              | -           | HansaNet.ee         |
| Ajax Lasnamäe     | 0 – 3       | Lootus Kohtla-Järve |
| Kalju Nõmme       | 5 – 0       | Tulevik Viljandi 2  |
| 8 settembre 2009  |             |                     |
| Kalev Sillamäe 2  | 0 – 5       | Levadia Tallinn     |
| Warrior Valga     | 1 – 0       | Kalju Nõmme II      |
| Olympic Tallinn   | 2 – 3       | Tammeka Tartu       |
| 9 settembre 2009  |             |                     |
| Orbiit Jõhvi      | 1 – 3       | Ganvix Türi         |
| Atletik Tallinn   | 2 – 1 (dts) | Eston Villa         |
| 16 settembre 2009 |             |                     |
| Kalev Sillamäe    | 3 – 1 (dts) | Tulevik Viljandi    |
| 30 settembre 2009 |             |                     |
| Nõmme United      | 5 – 2       | Kiviõli Tamme Auto  |
| Piraaja Tallinn   | 5 – 3 (dts) | Tabasalu            |
| 6 ottobre 2009    |             |                     |
| Flora Tallinn     | 4 – 1       | Otepää              |

## Ottavi di finale
Le gare furono disputate tra il 6 ottobre e il 21 novembre 2009.
| Squadra 1           | Risultato | Squadra 2       |
| ------------------- | --------- | --------------- |
| 6 ottobre 2009      |           |                 |
| Kalju Nõmme         | 3 – 1     | Kalev Tallinn   |
| 7 ottobre 2009      |           |                 |
| Lootus Kohtla-Järve | 6 – 0     | Atletik Tallinn |
| 8 ottobre 2009      |           |                 |
| Ganvix Türi         | 4 – 2     | Võru            |
| 10 ottobre 2009     |           |                 |
| Kalev Sillamäe      | 3 – 0     | Piraaja Tallinn |
| 28 ottobre 2009     |           |                 |
| Flora Tallinn II    | 0 – 1     | Warrior Valga   |
| Tammeka Tartu       | 4 – 0     | Nõmme United    |
| 14 novembre 2009    |           |                 |
| Trans Narva         | 0 – 3     | Levadia Tallinn |
| 21 novembre 2009    |           |                 |
| Kuressaare          | 0 – 4     | Flora Tallinn   |

## Quarti di finale
Le gare furono disputate il 13 e il 14 aprile 2010.
| Squadra 1           | Risultato   | Squadra 2       |
| ------------------- | ----------- | --------------- |
| 13 aprile 2010      |             |                 |
| Flora Tallinn       | 2 – 0 (dts) | Kalju Nõmme     |
| 14 aprile 2010      |             |                 |
| Kalev Sillamäe      | 0 – 1       | Levadia Tallinn |
| Tammeka Tartu       | 4 – 1       | Warrior Valga   |
| Lootus Kohtla-Järve | 5 – 0       | Ganvix Türi     |

## Semifinali
Le gare furono disputate il 27 e il 28 aprile 2010.
| Squadra 1       | Risultato | Squadra 2           |
| --------------- | --------- | ------------------- |
| 27 aprile 2010  |           |                     |
| Flora Tallinn   | 4 – 1     | Tammeka Tartu       |
| 28 aprile 2010  |           |                     |
| Levadia Tallinn | 2 – 0     | Lootus Kohtla-Järve |

## Finale
| Squadra 1     | Risultato | Squadra 2       |
| ------------- | --------- | --------------- |
| Flora Tallinn | 0 – 3     | Levadia Tallinn |

| Tallinn 15 maggio 2010                                               | Flora Tallinn | 0 – 3 referto                      | Levadia Tallinn |  |
| \| \| \| \| \| \| Marcatori \| 33’ Pebre 61’ Leitan 72’ Dmitrijev \| |               |                                    |                 |  |
|                                                                      |               |                                    |                 |  |
|                                                                      | Marcatori     | 33’ Pebre 61’ Leitan 72’ Dmitrijev |                 |  |